# Наливайко Степан Іванович
Степа́н Іва́нович Налива́йко (26 вересня 1940, село Масевичі, нині Рокитнівського району Рівненської області - 23 лютого 2022, Київ)— український сходознавець-індолог, письменник, перекладач. Член Національної спілки письменників України (з 22 січня 1981 року, Київська міська організація НСПУ).

## Життєпис
Народився 26 вересня 1940 року в селі Масевичі Рокитнівського району на Рівненщині в селянській родині. Після закінчення середньої школи працював на будовах Казахстану й Узбекистану. Закінчив факультет східних мов (індійське відділення) Ташкентського університету (1967). Навчався в Лакхнауському університеті (Індія, штат Уттар-Прадеш). Працював у видавництві художньої літератури «Дніпро», журналі іноземної літератури «Всесвіт». Зараз — завідувач кафедри іноземних мов і порівняльних досліджень у науково-дослідному Інституті українознавства МОН України, викладач індологічних дисциплін у Київському Національному університеті імені Тараса Шевченка. Сходознавець-індолог, перекладач, член Спілки письменників України.

## Творчість
Переклав з мов гінді, урду та англійської близько двох десятків романів і повістей індійських письменників: Премчанда (роман «Жертовна корова»), Наґарджуна, Крішана Чандара (романи «Пагони бурі», «Ой не течи, Ганго, вночі»), Рамеша Ракші («27-й бенареський»), Бгішама Сахні («Звати її Басанті»), Мані Мадгукара, Т. Ш. Піллаї, Р. К. Нараяна («Гід», «Продавець солодощів»), Т. Ш. Піллаї («Дві пригорщі рису»), Нагарджуна («Діти Варуни»), Аніти Десаї («Село над морем») та ін. Видав «Індійські прислів'я та приказки» (1983), «Індійські народні казки» (1984), «Рамаяну» (1979), «Перо рожевої чакви» (збірка оповідань та казок індійських письменників для дітей — 1984 р.), «Міфи Давньої Індії» (2001).
Автор навчального посібника з мови гінді (1997).
Досліджує українсько-індійські етнічні, історичні, мовні, фольклорні, етнографічні й міфологічні зв'язки. Автор трьох монографій з цієї тематики: «Таємниці розкриває санскрит» (2000, перевидання — 2001) та її продовження — «Індоарійські таємниці України» (2004), третя — «Українська індоаріка» — побачила світ у вересні 2007. Також видані у 2008 — «Тисяча найновіших тлумачень давньоукраїнських назв, імен, прізвищ, термінів та понять (на індоіранському матеріалі)» і в 2009 — «Давньоіндійські імена, назви, терміни: проєкція на Україну».

## Критика
Книжки С. І. Наливайка про «українську індоаріку» розглядаються науковцями як міфотворча література. 
Санскритологи висловлюють сумніви щодо знання С. І. Наливайком граматики санскриту.